# Gustavs Zemgals
Gustavs Zemgals (ur. 12 sierpnia 1871 w Džūkste w Kurlandii, zm. 6 stycznia 1939 w Rydze) – łotewski prawnik i dziennikarz, polityk liberalny, prezydent państwa w latach 1927–1930.
Po ukończeniu szkoły podstawowej w Saka kształcił się na gimnazjum Świętego Mikołaja w Rydze, następnie studiował prawo na Uniwersytecie Łomonosowa (do 1911 roku).
W latach 1904–1905 walczył w wojnie rosyjsko-japońskiej, otrzymał stopień oficera.
Wróciwszy na Łotwę, założył liberalną gazetę „Jaunā Dienas Lapa” („Nowy Dziennik”), później wydawał również „Mūsu Laiki” („Nasze czasy”), pisywał do „Domas” („Myśl”). Zainteresowania polityczne zaowocowały założeniem przez Zemgalsa i jego partnerów Łotewskiej Partii Demokratycznej.
W czasie I wojny światowej walczył w armii rosyjskiej w piechocie w środkowej Łotwie, później w Finlandii. Po powrocie do Rygi w 1917 roku objął urząd burmistrza miasta.
W 1918 roku został członkiem „Tautas Padome” z ramienia radykalnych demokratów, a wkrótce jej wiceprzewodniczącym. W grudniu 1919 roku wybrano go przewodniczącym Rady Miejskiej Rygi.
Po wejściu bolszewików na Łotwę w 1919 roku udał się wraz z Jānisem Čakstem do Europy Zachodniej bronić niepodległości młodego państwa. W czasie podróży przez Bałtyk został aresztowany przez armię niemiecką.
Po 1920 roku zasiadał w konstytuancie łotewskiej oraz kolejnych sejmach z ramienia centrystów („Demokratiskā Centra Partija”).
Po śmierci Jānisa Čakstego w 1927 wybrano go głową państwa – urząd sprawował przez jedną trzyletnią kadencję. Przyjął koncyliacyjny model prezydentury, prawie nie wetował sejmowych ustaw, często korzystał jednak z prawa łaski (ułaskawił 648 skazanych).
W 1931 roku ponownie wybrany do sejmu IV kadencji, poza działalnością polityczną zajmował się pisarstwem, publikował w gazecie „Jaunākās Ziņas” („Najnowsze wieści”).
Zmarł na krótko przed wybuchem wojny w Rydze, gdzie pochowano go na Cmentarzu Leśnym. W 1990 wystawiono mu pomnik w miejscu urodzenia – Džūkste.